# Кругла вежа (Грангефертах)

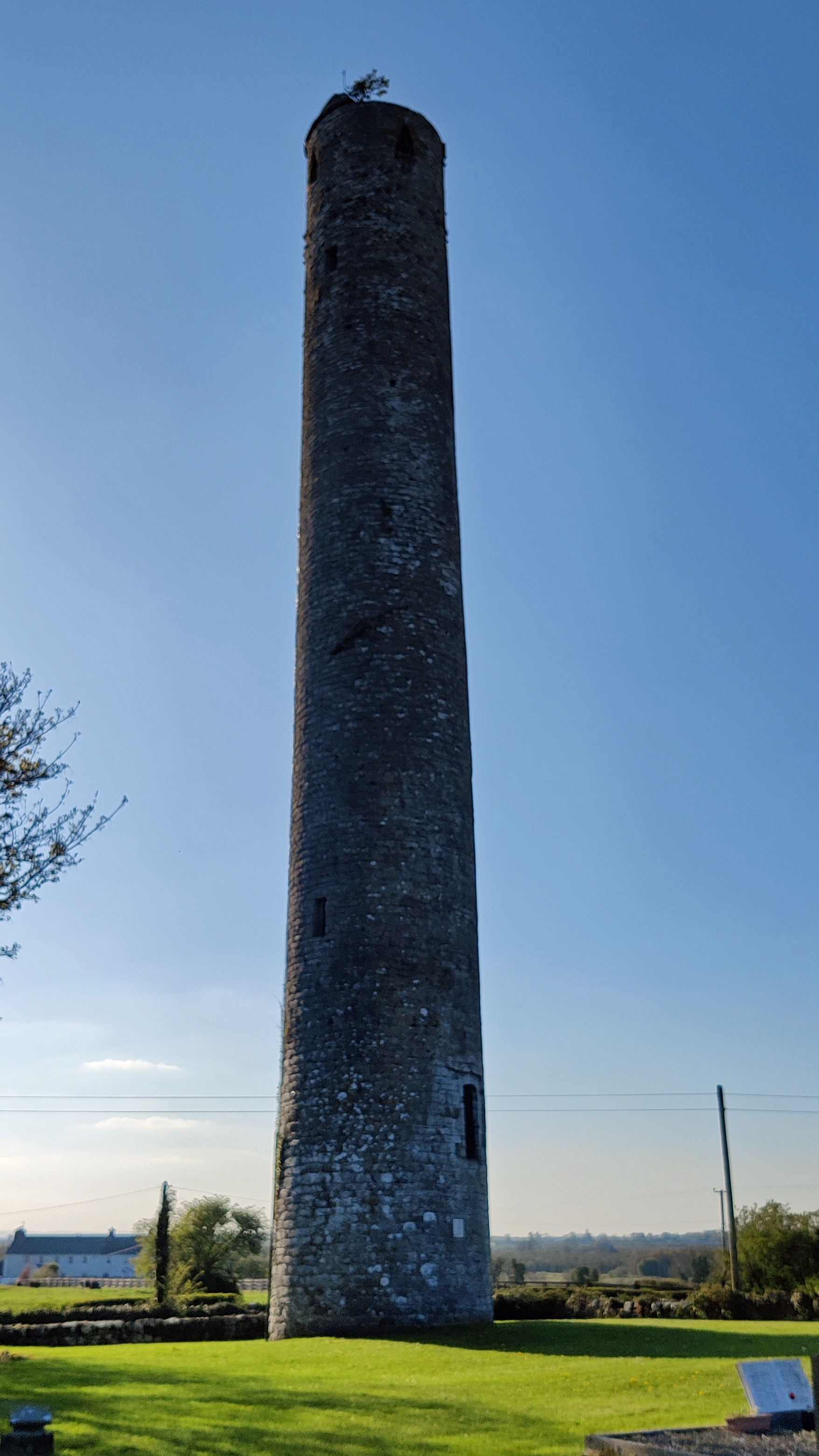
Кругла вежа Грангефертах.

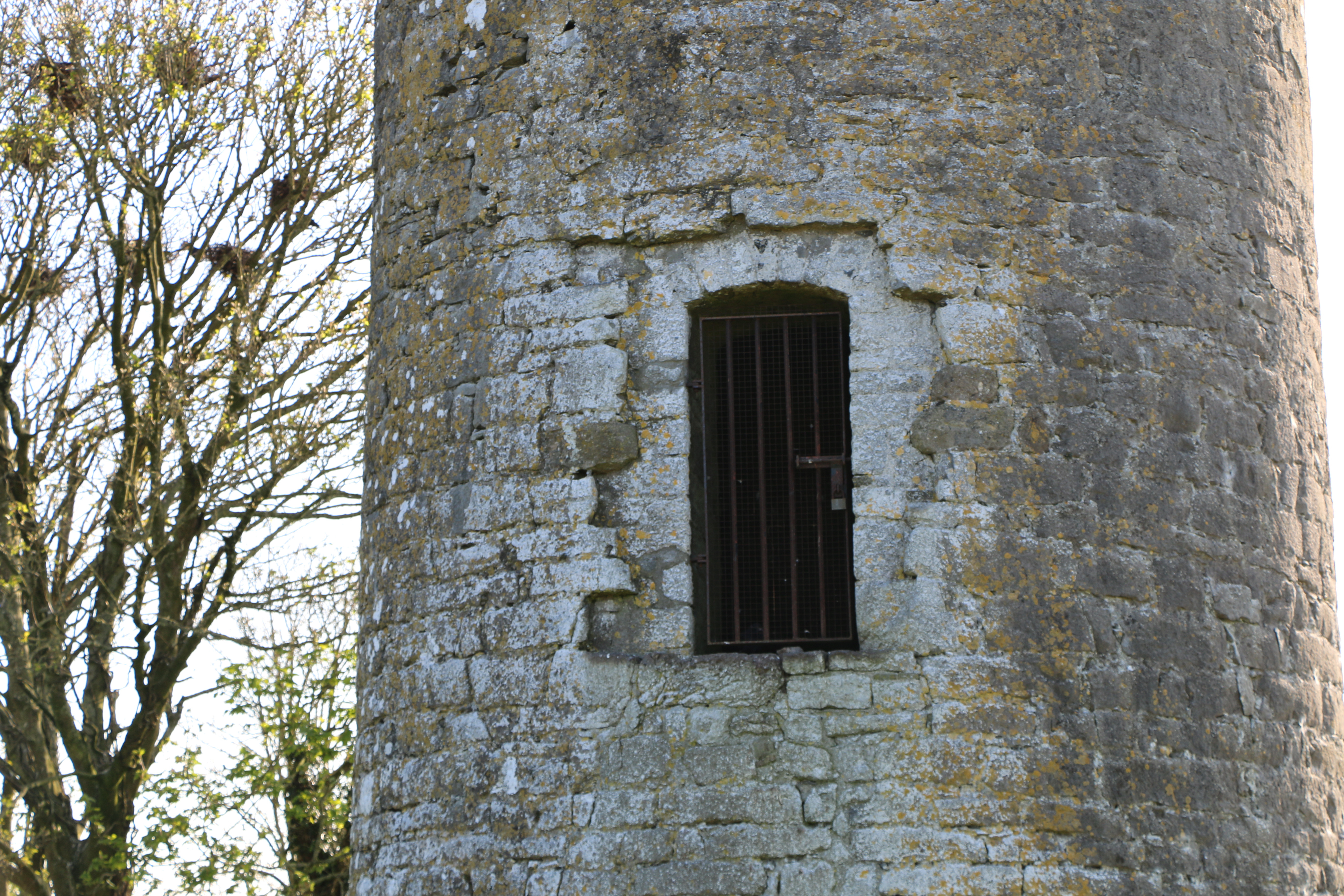
Дверний отвір круглої вежі Грангефертах.

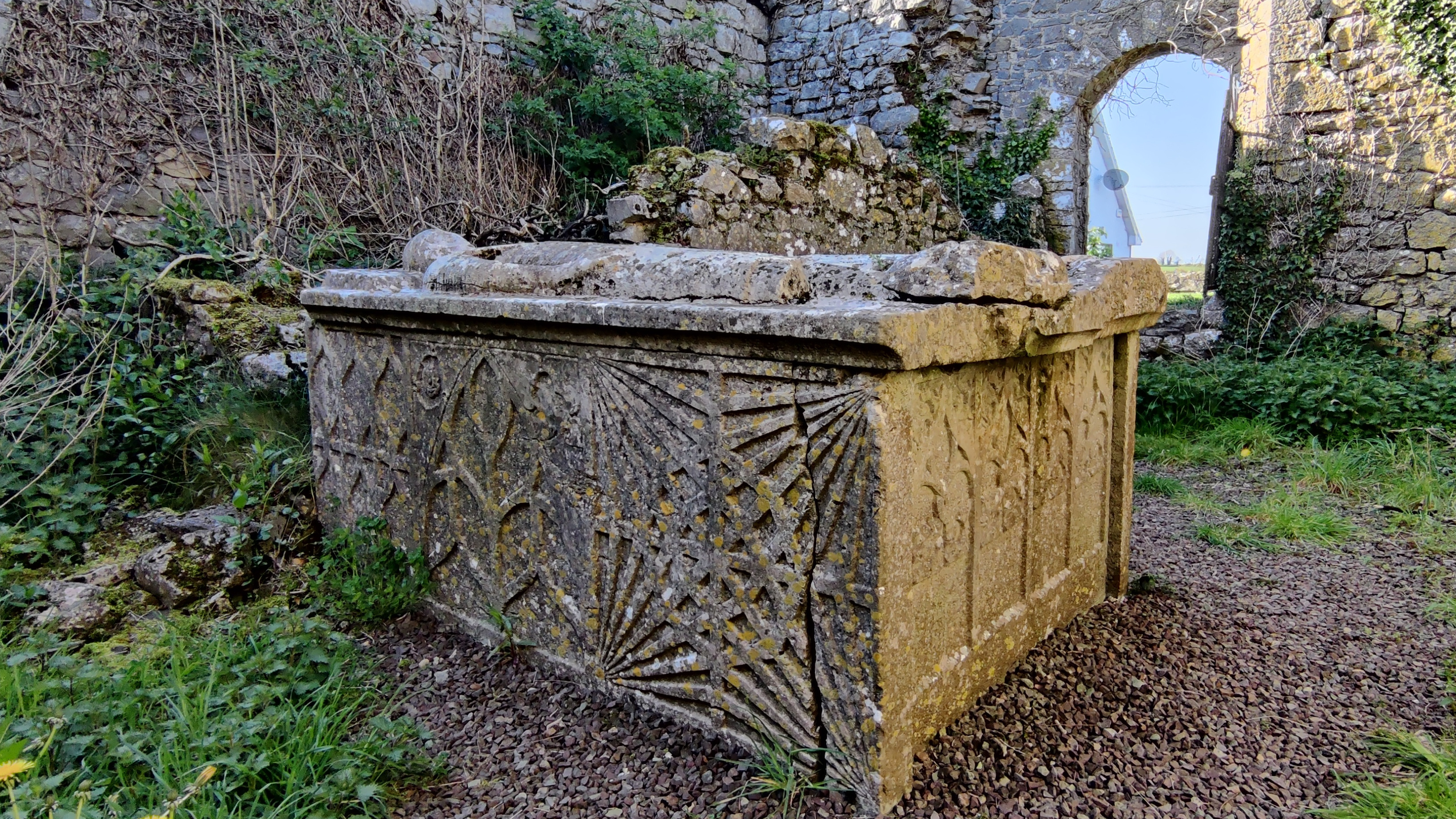
Гробниця короля Шона Мак Гіолла Фадрайга та його дружини.

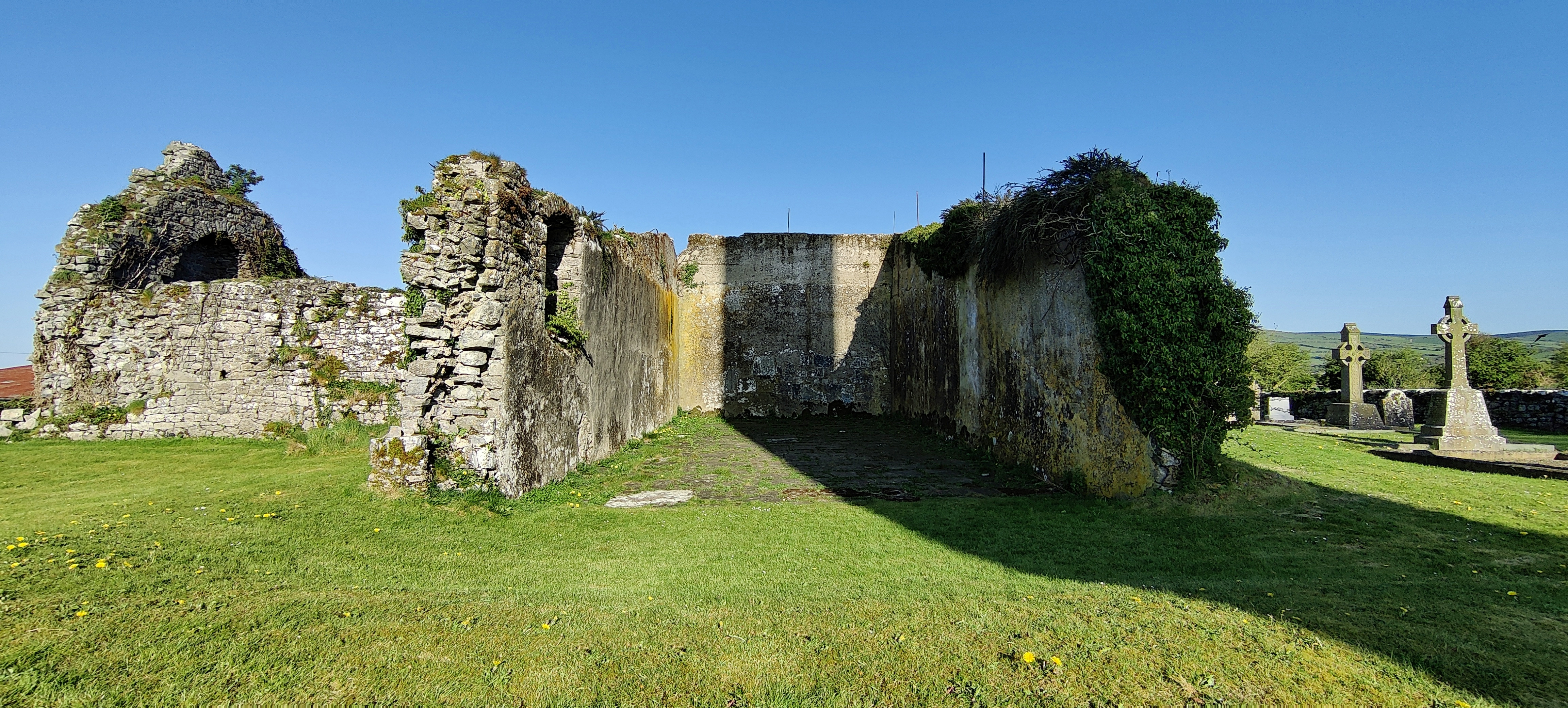
Руїни церкви святого Фартаха.

Кругла вежа Грангефертах (ірл. Cloigtheach Gráinseach na Fearta, Cloigtheach  Fearta-Caerach) — кругла вежа Грансех на Ферта, кругла вежа Ферта-Керах — одна круглих веж Ірландії, давніх традиційних ірландських оборонних споруд. Стоїть в графстві Кілкенні. Сьогодні це пам’ятка історії та культури Ірландії національного значення. Розташована на відстані 3,3 км на північ від міста Джонстауна, графство Кілкенні, біля річки Гул. Координати вежі: 52.778459°N 7.544599°W.

## Історія круглої вежі Грангефертах
Кругла вежа Грангефертах була оборонною спорудою та дзвіницею одноіменного монастиря, що був заснований та побудований в VI столітті святий Кіараном із Сайгіра. Монастир був відомий під назвою Ферта-Керах (ірл. Fearta-Cáerach) — «Молила овець». На цьому місці в 861 році ірландський король Кербалл мак Дунлайнге розбив військо вікінгів. Пізніше на цьому місці монастир збудував високу круглу вежу. У 1156 році верховний король Ірландії Мурхертах Мак Лохлайн під час війни спалив цю вежу разом з наставником монастиря, що ховався там. На початку ХІІІ століття монастир був відновлений родиною де Бланшвіль для монахів ордену святого Августина. У 1421 році монастир був знову настільки зруйнований і спустошений, що монахи «не змогли там залишатись, а змушені були блукати й випрошувати хліб насущний». У 1455 році монастир був відновлений Таді Мегірідом – каноніком з Інхмакнеріна. У часи короля Англії Генріха VIII на Британських островах була здійснена реформація під час якої монастир Ферта-Керах був розігнаний в 1541 році. Але церква діяла до 1780 року. Чимало споруд монастиря збереглися до нашого часу.  

## Особливості архітектури
Кругла вежа Грангефертах висотою 31 м. Має 9 вікон: 6 кутових і 3 на перемичках. 4 кутові вікна на верхньому поверсі спрямовані суворо на чотири сторони світу: північ, південь, захід, схід. Зберіглася тільки частина покрівлі вежі. Дверний отвір виходить північний схід і знаходиться на висоті 3,3 м над землею. У 1800 році місцевий фермер витягнув кілька каменів з оригінального отвору дверей, бо вважав, що ці камені мають якісь чарівні вогнестійкі властивості. Нинішній отвір дверей є результатом реставрації. Біля вежі збереглася гробниця Фертаха, церква Могили Фертаха, руїни церкви августинців (ХІІІ ст.). У бічній каплиці міститься гробниця XVI століття, яка, за словами Керрігана, належить Шону Мак Гіолла Фадрайгу — королю Осрайге. У гробниці є зображення чоловіка в обладунках та жінки, яка, як кажуть, була дружиною Шона і звали її Нойрін Ні Мора. Керріган стверджував, що інші вожді клану Мак Гіолла теж спочивають там. Саркофаг прикрашений ажурним та рельєфним склепінням. У статті 2020 року розглядаються різні незвичайні особливості цієї гробниці, що робить її унікальною в порівнянні з іншими гробницями, побудованими скульпторами Ормонду. 